# Paul Reed Smith
Paul Reed Smith (Stevensville, 18 febbraio 1956) è un liutaio e imprenditore statunitense.
È il fondatore e proprietario della PRS Guitars, considerata una delle più blasonate aziende produttrici di chitarre al mondo. Smith è ritenuto uno dei più eminenti fabbricatori di chitarre nel mondo.

## Giovinezza
Smith proviene da una famiglia di musicisti e fin da bambino suona il basso, poi passa alla chitarra. Nel 1974 si diploma alla Bowie High School e successivamente studia matematica al St. Mary College of Maryland. Abbandonati gli studi, inizia la sua carriera professionale di strumentista e liutaio.

A differenza di molti altri produttori di chitarre, come ad esempio Ted McCarty e Leo Fender, Paul suona la chitarra regolarmente nel suo gruppo, The Paul Reed Smith Band.

## Esordi della carriera
Smith fabbrica la sua prima chitarra mentre è ancora studente al St. Mary College e continua a costruire chitarre anche dopo essersi ritirato dagli studi, facendone una alla volta, una al mese. Insieme a un concittadino, John "Orkie" Ingram, forma il nucleo di ciò che sarebbe diventata la Paul Reed Smith Guitars.

La tecnica di Smith è quella di appostarsi nel backstage dei concerti locali per convincere i roadie a lasciare che i loro datori di lavoro provino le sue creazioni, metodo utile per favorire il passaparola tra i grandi chitarristi. Alla fine arriva alla svolta quando nel 1975 Derek St. Holmes della Ted Nugent Band accetta di provare #2, la seconda chitarra mai costruita da Smith. St. Holmes suonò la chitarra per alcune canzoni iniziali durante la sua esibizione e Smith gli disse che, dopo averla mostrata ad altri chitarristi, sarebbe andato fino a Detroit per darla a lui. St. Holmes alla fine rivendette lo strumento per 200 dollari.

All'inizio del 1976, lasciata la scuola, si trasferisce nel suo primo vero laboratorio in West Street, ad Annapolis nel Maryland. Qui crea la sua prima chitarra elettrica, una solidbody in stile Gibson Byrdland, per Ted Nugent.

Un altro artista che fu a lui fedele grazie a questo metodo di vendita è Carlos Santana. Infatti in un suo concerto del 1980 Smith ripeté la tattica per impressionare il chitarrista, riuscendoci perfettamente.Oggi infatti il musicista messicano ha numerose chitarre signature con la PRS Guitars e sostiene l'azienda come sua unica fornitrice di strumenti.
Smith afferma che senza il sostegno di Santana non avrebbe mai avuto successo, poiché Carlos aveva dato da subito fiducia e credibilità ai suoi strumenti.

Nell'autunno del 1985 Smith e sua moglie Barbara, supportati dall'aiuto economico dell'imprenditore Warren Esanu, fondano una partnership per avviare una fabbrica in Virginia Avenue, ad Annapolis.

## Guida sotto Ted McCarty

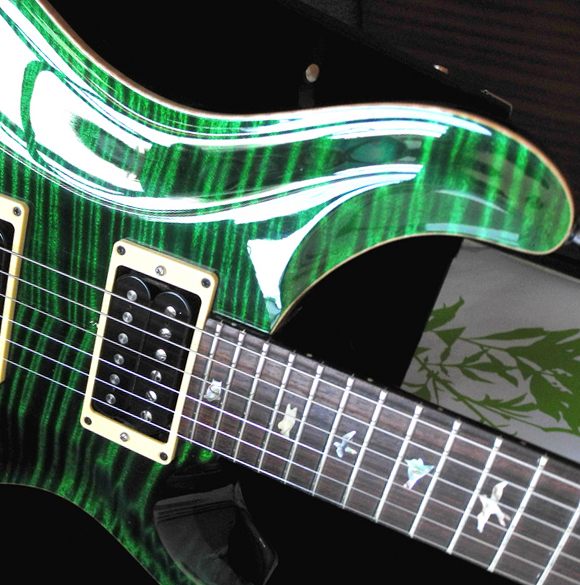
Chitarra PRS Custom 24 Emerald Green con top decorato in acero, body in mogano e inserti di madreperla a forma di uccello su una tastiera di palissandro.

Durante le sue ricerche sulla chitarra elettrica, negli anni Ottanta, Smith entra in relazione con Ted McCarty, ex presidente della Gibson Guitar Corporation e creatore delle chitarre Explorer, Gibson ES-335 e Flying V, che diventa il suo mentore e consigliere per più di un decennio.
Paul si rivolge a Ted per avere dei consigli sul design delle chitarre e sulla produzione tecnica e nel 1994 Smith introduce un nuovo modello di chitarra in suo onore, la McCarty.
Il risultato della loro collaborazione è l'attuale linea della PRS Guitars, che include chitarre solid- e hollow-body.
La PRS Guitars produce inoltre una linea di strumenti di alta qualità, la linea Private Stock, le cui chitarre sono costruite seguendo le necessità e le esigenze degli artisti o dello stesso Paul per la linea Model's.

## Le chitarre
Le principali chitarre costruite manualmente da Paul Reed Smith prima e dopo la nascita del marchio ufficiale PRS sono:

### 1975 – PRS Custom
Prima chitarra costruita da Smith che gli fa ottenere dei riconoscimenti da parte dei suoi insegnanti per la qualità professionale dello strumento. È uno strumento a spalla mancante in stile Gibson Les Paul Junior.

### 1976 – PRS Custom
Prima chitarra elettrica solidbody costruita per Ted Nugent nel primo vero laboratorio di Smith ad Annapolis.

### 1976 – PRS Custom per Peter Frampton
Chitarra costruita interamente in mogano per il rocker inglese Peter Frampton con forma a spalla
mancante a imitazione della tipica Les Paul Special post '58.
Questa chitarra è la prima su cui compaiono uccelli di madreperla intagliati sulla tastiera, una caratteristica distintiva che caratterizzerà in seguito molte PRS. Inoltre anche il suo manico a ventiquattro tasti e i suoi due humbucker gemelli sono particolarità fondamentali per le future PRS fino agli anni '90.

### 1980 – PRS Custom per Carlos Santana
Questa è la prima chitarra costruita da Smith per Santana e sarà la prima delle quattro usate dal chitarrista negli anni seguenti.

### 1983 – PRS Custom Doubleneck per Carlos Santana
Chitarra a doppio manico costruita per Santana.

## Musicisti che usano chitarre PRS
Carlos Santana, Tim Mahoney dei 311, Jimmy Herring, Orianthi (chitarra solista di Alice Cooper), Steven Wilson dei Porcupine Tree e Jimmy Buffett affermano tutti che le loro chitarre PRS sono i loro strumenti preferiti. Inoltre Ted Nugent ha posseduto una chitarra PRS per decenni.
Tra gli utilizzatori e sostenitori principali ci sono: 
- Carlos Santana
- Mike Einziger degli Incubus
- Neal Schon dei Journey
- Chad Kroeger dei Nickelback
- Mark Tremonti e Myles Kennedy degli Alter Bridge
- Brad Delson e Mike Shinoda dei Linkin Park
- Martin Barre dei Jethro Tull
- Steven Wilson dei Porcupine Tree
- Orianthi Panagaris chitarra solista di Alice Cooper
- Al Di Meola
- Mike Oldfield
- Mikael Åkerfeldt e Fredrik Åkesson degli Opeth
- Dave Navarro dei Jane's Addiction
- Mike Mushok degli Staind
- Zack Myers degli Shinedown
- Tim Mahoney dei 311
- Paul Allender dei Cradle of Filth
- Nick Catanese dei Black Label Society
- Larry LaLonde dei Primus
- Massimo Varini
- David Grissom
- John Mayer
- Davy Knowles
- Salvatore "Sley" Fragola
- Luca Colombo
- Andrea Braido
- Mark Holcomb dei Periphery
- Dustie Waring dei Between the Buried and Me
- Bobby Ingram dei Molly Hatchet
- Jim Matheos dei Fates Warning